# 韋塞洛泰爾努瓦泰
韋塞洛泰爾努瓦泰（烏克蘭語：Веселотернувате），是烏克蘭東南部扎波羅熱州扎波羅熱區维利尼扬斯克市镇内的村落。始建於1904年，面積0.31平方公里，2001年人口28，人口密度每平方公里90.9人。